# Smilirhexia naranja
Smilirhexia naranja (лат.) — вид равнокрылых насекомых из семейства горбаток (Smiliinae, Membracidae). Единственный представитель рода Smilirhexia. Описан в 2008 году.

## Распространение
Встречается в Неотропике (Коста-Рика).

## Описание
Длина 8 мм. Окраска желтовато-оранжевая с чёрными отметинами. Пронотум простой (без выступов и шипиков), округлый, вытянут назад, почти полностью покрывает передние крылья, плечевые углы заострённые. От всех родов трибы Smiliini отличается гладким и блестящим пронотумом.

## Систематика
Род включён в подсемейство Smiliinae в качестве incertae sedis. Ранее включался или в трибу Telamonini или в Smiliini.